# Ảo giác Delboeuf

Hai vòng tròn màu đen chính xác cùng kích cỡ; Tuy nhiên, là ở bên trái có thể có vẻ lớn hơn hoặc nhỏ hơn.

Ảo giác Delboeuf là một ảo ảnh quang học kích thước quan niệm tương đối. Trong phiên bản nổi tiếng nhất của ảo tưởng, hai vòng tròn có kích thước giống hệt nhau đã được đặt gần nhau và một vòng tròn được bao quanh bởi một hình khuyên; vòng tròn bao quanh sau đó sẽ xuất hiện lớn hơn vòng tròn không được bao quanh nếu hình tròn đóng lại, trong khi xuất hiện nhỏ hơn vòng tròn không bao quanh nếu chu trình ở xa. Một nghiên cứu năm 2005 cho thấy nó được gây ra bởi các quá trình thị giác tương tự gây ra ảo giác Ebbinghaus

## Danh từ
Nó được đặt tên theo nhà triết học người Bỉ, nhà toán học, nhà tâm lý học thực nghiệm, nhà thôi miên và nhà tâm lý học, Joseph Remi Leopold Delboeuf (1831 - 1896), người đã tạo ra nó vào năm 1865